# Minden vészen át
Az Minden vészen át a Romantikus Erőszak együttes 2006-os rock-albuma.

## Számok listája
1. Kezd a hajnal hasadni
2. Minden vészen át
3. Szabad madár
4. A piros, a fehér, a zöld
5. Volt országom, mikor volt
6. Napom, Napom
7. Székely Kata balladája
8. Barikádok
9. Rab vagyok
10. Szülőföldem szép határa